# 대한민국 헌법 제104조
대한민국 헌법 제104조는 대한민국 헌법의 조항으로, 총 3항으로 되어있다.

## 조항
①대법원장은 국회의 동의를 얻어 대통령이 임명한다.

②대법관은 대법원장의 제청으로 국회의 동의를 얻어 대통령이 임명한다.

③대법원장과 대법관이 아닌 법관은 대법관회의의 동의를 얻어 대법원장이 임명한다.